# La Concepción, Nicaragua
La Concepción, med smeknamnet La Concha, är en kommun (municipio) i Nicaragua med 39 226 invånare (2012). Den ligger i den sydvästra delen av landet i departementet Masaya, 10 km norr om Jinotepe. Kommunen är känd för sina fruktodlingar.

## Geografi
La Concepción gränsar till kommunerna Ticuantepe och Nindirí i norr, Masatepe i öster, San Marcos i söder och till El Crucero i väster.

## Historia
Kommunen grundades 1889 då Valles de Carballo och Valle San Juan blev en pueblo med namnet La Concepción. La Concepción upphöjdes från pueblo till rangen av villa år 1956 och sedan till ciudad (stad) år 1966.

## Näringsliv
La Concepción är en jordbruksbygd. De vanligaste grödorna är ris, bönor och kaffe. Det finns också många fruktträdgårdar som bland annat odlar apelsiner, annanas, bananer, kokbananer, drakfrukt och chayote.

## Religion
La Concepción firar sina festdagar den 8 och 18 februari till minne av Vår Fru av Montserrat.